# Leopold Ludwik Starzeński
Leopold Ludwik Starzeński herbu Lis (ur. 27 sierpnia 1787 w Psarach, zm. 19 marca 1860 we Lwowie) – hrabia, ziemianin, członek Sejmu Stanowego i Stanów Galicyjskich z grona magnatów, dziad dramatopisarza Leopolda Eugeniusza.

## Życiorys
Był synem hrabiego Stanisława Ludwika (1761–1812), starosty mogielnickiego, oraz Pelagii z Bąkowskich (1766–1842), damy Krzyża Gwiaździstego, wnukiem Macieja Maurycego, bratankiem Michała Hieronima.
W 1809 znalazł się w armii Księstwa Warszawskiego Leopold tak jak jego starszy brat Leonard (zginął w lipcu 1809 w walkach pod Tarnopolem), wstąpił do formowanego przez Adama Potockiego 11. pułku ułanów. Po klęsce Napoleona i śmierci ojca, osiadł z pierwszą żoną w odziedziczonej Mogielnicy.
Po wybuchu powstania listopadowego, wszedł w maju 1831 do powstałego we Lwowie Komitetu Polskiego złożonego z przedstawicieli ziemian galicyjskich, celem Komitetu było zbieranie środków finansowych, wysyłanie do Królestwa Polskiego ochotników, broni oraz pozyskiwanie Austrii dla powstania. Po klęsce powstania Komitet działał dalej jako instytucja charytatywna, udzielająca pomocy powstańcom, którzy szukali schronienia w Galicji albo mieli zamiar emigrować na Zachód Europy.
9 stycznia 1834 został członkiem Stanów Galicyjskich z grona magnatów; ponownie wszedł do Sejmu 10 września 1839, ale nie uczestniczył aktywnie w jego pracach. Jako przedstawiciel cyrkułu tarnopolskiego został wybrany w 1845 przez Sejm Stanowy do 18-osobowej komisji mającej przygotować projekt uregulowania włościańskich ksiąg gruntowych.
Od 30 czerwca 1846 był Leopold członkiem powstałego rok wcześniej Galicyjskiego Towarzystwa Gospodarskiego wypowiadał się wielokrotnie na jego posiedzeniach publikując te wystąpienia w Rozprawach c.k. Galicyjskiego Towarzystwa Gospodarskiego.
W czasie Wiosny Ludów został wraz z synem Józefem i Kazimierzem Grocholskim wybrany na członka obwodowej Rady Narodowej w Tarnopolu. Po uwłaszczeniu chłopów w Galicji w 1848 rozwinął produkcję gorzelniczą; uważał potem, że dzięki niej uratował swój majątek przed bankructwem.
Był też aktywnym uczestnikiem życia kulturalnego Lwowa: pełnił funkcję kuratora honorowego Towarzystwa Muzycznego.